# Kings & Queens (canção)
"Kings & Queens" é uma canção da cantora americana Ava Max, gravada para seu álbum de estreia Heaven & Hell (2020). Foi lançada pela Atlantic Records em 12 de março de 2020 como quinto single do álbum. Foi escrita por Max, Brett McLaughlin, Desmond Child, Hillary Bernstein, Jakke Erixon, Madison Love, Mimoza Blinsson, Cirkut e RedOne, sendo produzida pelos dois últimos.
Uma versão da canção com Lauv e Saweetie, intitulada de "Kings & Queens, Pt. 2", foi lançada em 6 de agosto de 2020.

## Antecedentes e desenvolvimento
"Kings & Queens" passou inicialmente por dez interações diferentes que incluíam diferentes melodias e produção, antes da versão final estar finalizada entre agosto e setembro de 2019. O single foi anunciado pela primeira vez em 27 de fevereiro de 2020, onde Max confirmou que os produtores Cirkut e RedOne, juntamente com a compositora Madison Love, estiveram envolvidos na produção. Mais tarde ela divulgou a data de lançamento da canção, juntamente com o nome e capa no dia 7 de março de 2020. "Kings & Queens" foi escrito por Max, Brett McLaughlin, Desmond Child, Hillary Bernstein, Jakke Erixon, Love, Mimoza Blinsson, Cirkut e RedOne. Os dois últimos também produziram a faixa.
O coro da canção contém samples da canção de 1986 de Bonnie Tyler "If You Were a Woman (And I Was a Man)". Ela disse que "Kings & Queens" é sobre o que seria um lugar melhor se as rainhas governassem o mundo e a comparassem com a sua canção "So Am I", reconhecendo que continha uma mensagem semelhante sobre o empoderamento feminino.

## Recepção da crítica
Madeline Roth, da MTV News, escreveu que Ava "canta com fogo", chamando a música de "um convite aos homens para protegerem as suas rainhas". Jon Blistein, da Rolling Stone, disse que a canção "beneficia versos pulsantes e de um coro teatral, acompanhado por sintetizadores régios". Mike Nied, da Idolator, notou que o single "destaca a capacidade da Ava de encher pistas de dança em todo o mundo".
Escrevendo para Uproxx, Caitlin White descreveu a letra como "uma homenagem ao poder das mulheres e um apelo à ação para que os homens apoiem as rainhas na sua vida". Heran Mamo, da Billboard, elogiou a letra da canção e, em particular, o xadrez para representar o feminismo: "No xadrez, o rei pode mover um símbolo de cada vez/Mas as rainhas são livres para ir onde quiserem."

## Videoclipe
O videoclipe foi dirigido por Isaac Rentz e lançado em 27 de março de 2020.

## Desempenho nas tabelas musicas

### Posições
| Tabela musical (2020)               | Melhor posição |
| ----------------------------------- | -------------- |
| Alemanha (GfK Entertainment Charts) | 16             |
| Austrália (ARIA)                    | 40             |
| Áustria (Ö3 Austria)                | 12             |
| Bélgica (Ultratop 40 da Valônia)    | 9              |
| Bélgica (Ultratop 50 de Flandres)   | 4              |
| Brasil (Top 100 Brasil)             | 91             |
| Canadá (Canadian Hot 100)           | 63             |
| Croácia (HRT)                       | 6              |
| Chéquia (Rádio Top 100)             | 1              |
| Chéquia (Singles Digitál Top 100)   | 7              |
| Escócia (Official Charts Company)   | 5              |
| Eslovênia (Rádio Top 100)           | 6              |
| Eslovênia (Singles Digitál Top 100) | 16             |
| Eslovênia (SloTop50)                | 5              |
| Estados Unidos (Adult Pop Songs)    | 35             |
| Estados Unidos (Billboard Hot 100)  | 13             |
| Estados Unidos (Mainstream Top 40)  | 31             |
| Estónia (Eesti Tipp-40)             | 30             |
| Euro Digital Songs (Billboard)      | 5              |
| Finlândia (Suomen virallinen lista) | 15             |
| França (SNEP)                       | 32             |
| Grécia (IFPI)                       | 37             |
| Hungria (Dance Top 40)              | 2              |
| Hungria (Rádiós Top 40)             | 12             |
| Hungria (Stream Top 40)             | 4              |
| Irlanda (IRMA)                      | 20             |
| Israel (Media Forest)               | 1              |
| Itália (FIMI)                       | 38             |
| Lituânia (AGATA)                    | 24             |
| México (Billboard Mexico Airplay)   | 23             |
| Noruega (VG-lista)                  | 7              |
| Nova Zelândia (RMNZ)                | 20             |
| Países Baixos (Dutch Top 40)        | 8              |
| Países Baixos (Mega Single Top 100) | 10             |
| Polónia (Polish Airplay Top 5)      | 1              |
| Portugal (AFP)                      | 77             |
| Reino Unido (UK Singles Chart)      | 19             |
| Roménia (Airplay 100)               | 28             |
| Suécia (Sverigetopplistan)          | 21             |
| Suíça (Schweizer Hitparade)         | 5              |

## Kings & Queens, Pt. 2
Um remix da canção intitulada "Kings & Queens, Pt. 2" foi lançada em 6 de agosto de 2020. Conta com a participação do cantor e compositor Lauv e da rapper americana Saweetie.